# 愛より強い旅
愛より強い旅（あいよりつよいたび、Exils）は2004年制作のフランス映画。フランスから、まだ見たことのない故郷アルジェリアへと旅をする若者を描くロードムービー。第57回カンヌ国際映画祭にて監督賞を受賞した。

## キャスト
- ロマン・デュリス：ザノ
- ルブナ・アザバル：ナイマ
- ズイール・ゼカム：サイード
- レイラ・マクルフ：レイラ

## ストーリー
ザノはある日、恋人のナイマに、「アルジェリアに行こう」と提案する。ザノはアルジェリアにルーツを持ち、ナイマはアラブ系フランス人。二人は早速パリを出発し、アルジェリアを目指して旅に出た。